# Пармезан
Пармеза́н, або парміджа́но реджа́но (італ. Parmigiano Reggiano) — італійський твердий сир з коров'ячого молока. Крім чудових смакових характеристик, має також інші важливі якості. Попри високу калорійність, легко засвоюється організмом, тому лікарі рекомендують його людям з ослабленим травленням, дітям і особам, старшим за 50 років.
Італійські сировари з батьківщини парміджано не вживають щодо своєї продукції слова «пармезан», називаючи так лише його підробки.

## Виготовлення

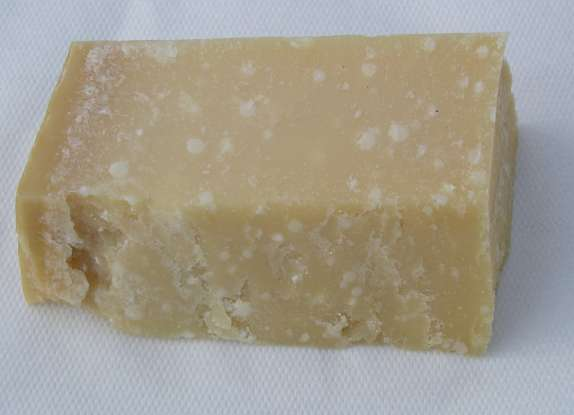
Витриманий Парміджано Реджано

Парміджано виготовляють у регіоні Емілія-Романья, зокрема, у провінціях Парма, Болонья, Реджо-Емілія, Модена та Мантуя.
Жирність — 32 %.
Для виготовлення 1 кг пармезану потрібно 16 л молока.
У справу йде виключно свіже молоко, його не піддають ніякій механічній обробці, навіть вершки видаляють частково і обов'язково вручну.
Період дозрівання — не менше 12 місяців.
Старий пармеджано може мати вік до 10 років, в процесі дозрівання він стає щораз сухішим.
Є доволі крихким, має дрібнозернисту структуру.

## Історія
Виготовлення парміджано має дуже давню традицію. Цей «король сирів», як його називають самі італійці, відомий вже щонайменше 800 років, хоча секрет його виготовлення, ймовірно, знали ще стародавні римляни. Технологія виготовлення пармезану впродовж цього часу майже не зазнала змін.
Його походження не до кінця з'ясовано. Можливо, сир було винайдено в XI столітті у Тоскані. За іншою версією, його почали виготовляти ченці у XIII столітті поблизу Парми. Щоб приготування їжі не забирало багато часу, призначеного для молитов, вони намагалися знайти рецепт спеціального сиру, що довго зберігається.

## Культурний вплив
Пармезан описує Джованні Бокаччо в Декамероні, описуючи область «Живи-Ласо»:
|  | Є там гора вся з тертого пармезану, на якій живуть люди і нічим іншим не займаються, як тільки готують макарони і галушки... |

Багато біографів Мольєра стверджували, що наприкінці життя французький письменник харчувався виключно пармезаном.
Поціновувачем пармезану був знаменитий уродженець Парми, композитор Джузеппе Верді. Він був настільки захоплений творенням музики, що зовсім не приділяв уваги своїм життєвим потребам. Виняток становила лише смачна їжа, а найулюбленішою стравою композитора була спаржа під пармезаном.